# Pidonia maai
Pidonia maai là một loài bọ cánh cứng trong họ Cerambycidae.